# Antonio Pacenza
Antonio Pacenza (ur. 18 marca 1928 w Buenos Aires, zm. 7 lutego 1999) – były argentyński bokser kategorii półciężkiej, srebrny medalista letnich igrzysk olimpijskich w Helsinkach.